# 泰尔·尼科尔斯之死
2023年1月7日，5名孟菲斯市警察局警察在一次交通攔截期間对泰爾·尼科爾斯（Tyre Nichols）暴力毆打。尼科爾斯送医時情況危急，于3天后的1月10日身亡。初步屍檢發現「因嚴重毆打導致大量出血」。
5名警员都是非裔美國人，於1月20日被解职，並於1月26日被捕並被控謀殺、綁架、毆打和失職；2名在將尼科爾斯送往醫院的救護車上的孟菲斯消防局成员被解除職務。田納西州調查局和美國司法部均已展開調查。

## 泰尔·尼科尔斯
泰尔·迪安德尔·尼科尔斯（Tyre Deandre Nichols，生於1993年6月5日）是一名29歲的非裔美國人，他有一個4歲的兒子。在他去世時，他於聯邦快遞工作，爱好攝影。尼科爾斯在加利福尼亞州沙加緬度市長大，並於2020年搬到田納西州孟菲斯市。據律師班傑明·柯魯普稱，尼科爾斯因克羅恩病而體重過輕，身高6英尺3英寸（1.91米），體重約145磅（66公斤）。

## 警务人员
涉事警員具有3至6年的工作經驗。五人皆为蠍子小队（Scorpion Unit）成員。蠍子小队得名于「Street Crimes Operation to Restore Peace In Our Neighborhoods」首字母縮寫，意思為「旨在恢復我們社區和平的（打击）街頭犯罪行動」，由孟菲斯警察局于2021年11月创立，用以应对该市的暴力犯罪，重点关注汽车盗窃和帮派相关犯罪等高影响力的犯罪。2022年1月时，蠍子小队拥有40名警员，分为4个10人小组。蠍子小队警员身穿黑色连帽衫和黑色战术背心，前后印有“POLICE”字样，驾驶印有“SCORPION”字样的深色道奇Charger。
- 塔達里烏斯·賓恩（Tadarrius Bean），24歲，於2020年8月入職。
- 德米特里斯·海利（Demetrius Haley），30歲，前懲教人員，於2020年8月被聘用。
- 埃米特·馬丁三世（Emmitt Martin III），30歲，於2018年3月被聘用。
- 小戴斯蒙德·米爾斯（Desmond Mills Jr.），32歲，曾在密西西比州和田納西州擔任監獄看守，於2017年3月被聘用。
- 賈斯汀·史密斯（Justin Smith），28歲，於2018年3月被聘用。

这五个警員都是非裔美国人。 
1月30日市警局再將兩名涉案警員解職，分別是漢普希爾(Preston Hemphill)與一名未公布身分，另消防局3名緊急醫療隊員也遭解職。

## 交通攔截和死亡
2023年1月7日晚上8點24分左右，尼科爾斯在East Raines Road和Ross Road交叉口附近被攔下。孟菲斯警察局最初於1月8日表示，尼科爾斯被拦下是由於魯莽駕駛。 1月27日，孟菲斯警察局局長賽爾琳·J·戴維斯表示，通过对录像的初步审查，警察局无法证实其早先关于尼科尔斯鲁莽驾驶的说法。
交通执法時，警察將尼科爾斯推倒在地。晚上約8點25分，警員和尼科爾斯之間開始爭鬥；他們試圖將尼科爾斯按在地上，並威脅他，大聲咒罵，對他使用胡椒噴霧和電擊槍。最終，尼科爾斯掙脫了束縛，在Ross Road上向南逃跑，在那裡他被至少2名警員追趕。晚上8點29分左右，有2支警察小隊到達了交通執法的現場。錄像顯示，1名留在交通攔截處附近的警員說，“我希望他們踩他的屁股”。
尼科爾斯與警察的第2次相遇發生於晚上8點33分，距離交通攔截處不到半英里（800米）。他在該處被毆打約3分鐘。立杆監控攝像頭的畫面顯示，警察至少9次毆打尼科爾斯（據有線電視新聞網報導，“沒有明顯的挑釁”），1名警察用他的腿將尼科爾斯重重推倒在地。警員們抓住尼科爾斯的肩膀，朝他的臉踢了兩腳，把他拉到坐著的位置，用警棍敲打他的後背，然後讓他跪下，再次固定住他。其後，警察將尼科爾斯拉到站立位置，並限制了他的雙手；在此期間，尼科爾斯多次遭到警察的拳打腳踢，最終跪倒在地。在接下來的1分鐘內，尼科爾斯被1名警員踢了一腳。錄像顯示尼科爾斯的臉至少被打了5拳。據紐約時報報導，在毆打期間，尼科爾斯反复呼喚他的母親，“從未反擊過”。
晚上8點37分，尼科爾斯被戴上手銬，四肢無力；警察把他靠在一輛警車的側面。尼科爾斯倒在地上後，一名警員說：“我用直重拳打他，狗”，而另一名警官說：“我跳進去，開始搖晃他。” 醫務人員於晚上8點41分左右到達。 但直到16分鐘後才開始協助尼科爾斯。救護車於晚上9點02分到達，在他抱怨呼吸急促之後，於晚上9點前18分將尼科爾斯帶到聖法朗西斯醫院（St. Francis Hospital）。他於1月10日去世，屍檢發現「因猛烈毆打導致流血過多」。
在毆打發生後發布的影片中，2名警員聲稱尼科爾斯伸手去拿武器。影片未證實這一說法。

## 调查和刑事指控
1月7日，地方檢察官史蒂夫·馬爾羅伊（Steve Mulroy）要求田納西州調查局調查逮捕期間過度使用武力的指控。1月15日，孟菲斯警察局宣布涉案警員將面臨行政處分。美國司法部和聯邦調查局也已展開調查。
1月20日，孟菲斯警方宣布將解僱涉事5名警察。警察局長賽爾琳·J·戴維斯表示，警察的行為是“基本人性的丧失”，她對警察的攻击性行為感到“困惑”，並且不清楚警察拦下尼科爾斯的原因。 她說，影片片段顯示了“反人類的行為”。
1月24日，救護車上的2名参与了初步救治的孟菲斯消防局成员已被解除職務，并进行内部调查。
1月24日，涉事5名警員被捕，並被控二級謀殺、嚴重傷害罪、嚴重綁架罪、官員瀆職罪和官員壓迫罪。根據謝爾比縣監獄的記錄，截至1月27日，所有5名男子都已交保並獲釋。2月17日，5名前警察接受提审時拒绝就泰尔·尼科尔斯之死认罪。
11月2日，孟菲斯一名前警员表示认罪，承认联邦大陪审团对其四项指控中的两项。

## 公众反应和示威
1月27日，警方向公眾發布了事件的隨身攝像機錄像片段。美聯社報導稱，根據孟菲斯警察局長戴維斯的說法，由於擔心在學校放學和人們下班回家後可能導致的動亂，官員們故意“決定最好在當天晚些時候發布影片”。前一天，美國總統喬·拜登與尼科爾斯家人進行了交談，並加入了他們就和平抗議之呼籲。拜登還告訴家人，他將再次推動國會通過喬治·弗洛伊德警務公義法案，以解決警察的不當行為。
尼科爾斯死後，孟菲斯警察局長要求對下属的蠍子小队進行審查，該隊於1月28日解散。
錄像發布當天，聯邦調查局局長克里斯托弗·雷表示他對片段感到震驚，兄弟治安警察協會全國主席帕特里克·尤斯（Patrick Yoes）谴责了孟菲斯警员的行为，表示这起事件是打著法律幌子的刑事襲擊。 紐約市市長艾瑞克·亞當斯是纽约市警察局的退休警监，他在讲话中表示，白宮在錄像發布前已向他和全国其他市長进行了简报，“作为个人，我感到沮丧；作为市长，我感到愤怒”。
影片發布後，孟菲斯的示威者封鎖了55號州際公路上孟菲斯-阿肯色大桥的交通。
1月27日，孟菲斯灰熊和明尼蘇達森林狼在明尼阿波利斯標靶中心舉行的NBA籃球比賽之前，為尼科爾斯默哀。

## 後續
2月1日，尼科爾斯舉殯。美國副總統賀錦麗和牧師阿爾·夏普頓呼籲批准喬治·弗洛伊德警務公義法和其他警察改革。